# Pere I d'Hongria
|  | Per a altres significats, vegeu «Pere I». |

Pere I d'Hongria (Venècia, 1011-?, 1046), conegut com a Pere Orseolo o Pere el Venecià (en hongarès: I. (Velencei) Péter, en llatí: Pietro Orseolo), va ser rei d'Hongria del 1038 al 1041 i el 1044 fins a la seva mort dos anys més tard.
Era fill del duc de Venècia Otó Orseolo i Maria, germana del primer rei d'Hongria Esteve I. A la mort sense descendència del seu tiet (el seu únic fill Emeric havia mort el 1031 en un accident de cacera) va heretar el tron hongarès.
Va continuar amb les polítiques el rei Esteve i va intentar reforçar la presència del cristianisme al regne. Es trobà amb resistència per part dels pagans, que l'expulsaren del país el 1041. En el seu lloc fou coronat Samuel Aba, que perseguí els seus partidaris i derogà moltes de les seves lleis.
Amb l'ajut del futur emperador Enric III va tornar al país per recuperar el poder el 1044. Però Pere no va ser capaç d'afermar el control del seu regne. Va haver de fer front a conspiracions dels nobles i revoltes dels pagans. Finalment els rebels el van capurar prop de Zámoly, el van deixar cec i morí poc després.
Pere no s'havia casat i no deixà descendència. Fou succeït per Andreu I, d'una branca secundària de la dinastia àrpad.